# Execution Guaranteed
Execution Guaranteed drugi je studijski album njemačkog heavy metal sastava Rage. Album je 11. svibnja 1987. objavila diskografska kuća Noise Records. 

## Popis pjesama
| 1. | »Down by Law«                          | 3:23 |
| 2. | »Execution Guaranteed«                 | 6:49 |
| 3. | »Before the Storm (The Secret Affair)« | 4:49 |
| 4. | »Streetwolf«                           | 6:07 |

| Strana B | Strana B           | Strana B | Strana B | Strana B | Strana B | Strana B | Strana B | Strana B | Strana B |
| Br.      | Skladba            | Trajanje |          |          |          |          |          |          |          |
| -------- | ------------------ | -------- | -------- | -------- | -------- | -------- | -------- | -------- | -------- |
| 5.       | »Deadly Error«     | 5:06     |          |          |          |          |          |          |          |
| 6.       | »Hatred«           | 3:57     |          |          |          |          |          |          |          |
| 7.       | »Grapes of Wrath«  | 5:12     |          |          |          |          |          |          |          |
| 8.       | »Mental Deacay«    | 5:53     |          |          |          |          |          |          |          |
| 9.       | »When You're Dead« | 4:30     |          |          |          |          |          |          |          |
| 45:46    |                    |          |          |          |          |          |          |          |          |

## Zasluge
Rage
- Peter "Peavy" Wagner – vokali, bas-gitara, akustična gitara, produkcija
- Jochen Schröder – gitara, produkcija
- Rudy Graf – gitara, produkcija
- Jörg Michael – bubnjevi, produkcija

Ostalo osoblje
- Tommy Hansen – miksanje, snimanje
- Karl-U. Walterbach – produkcija
- Phil Lawvere – naslovnica albuma
- Fred Baumgart – fotografije
- Andy Musolf – inženjer zvuka, miksanje
- Def – miksanje, sample
- Marisa Jacobi – grafički dizajn